# Infiniti Essence
Der Infiniti Essence ist ein Konzeptfahrzeug, das Infiniti anlässlich des 20. Jahrestags der Gründung von Infiniti produzierte. Mit dem Essence wollte Infiniti seine technologische Kompetenz demonstrieren. Der Öffentlichkeit wurde der Sportwagen mit Hybridantrieb erstmals 2011 auf dem Genfer Auto-Salon präsentiert.
Das Design entwickelte Infinitis Designdirektor Takashi Nakajima. Eine Serienproduktion war nicht geplant, aber Elemente aus dem Auto sollten in spätere Infiniti-Modelle eingebaut werden.

## Technik
Der Hybridantrieb besteht aus einem 3,7-Liter-24-Ventil-DOHC-Doppelturbolader-V6-Ottomotor mit 320 kW (440 PS) und einem 3D genannten Elektromotor mit 120 kW, wodurch eine Gesamtleistung von 440 kW (600 PS) erreicht wird. Der Elektromotor wird durch einen Lithium-Ionen-Akkumulator mit Strom versorgt.

## Ausstattung

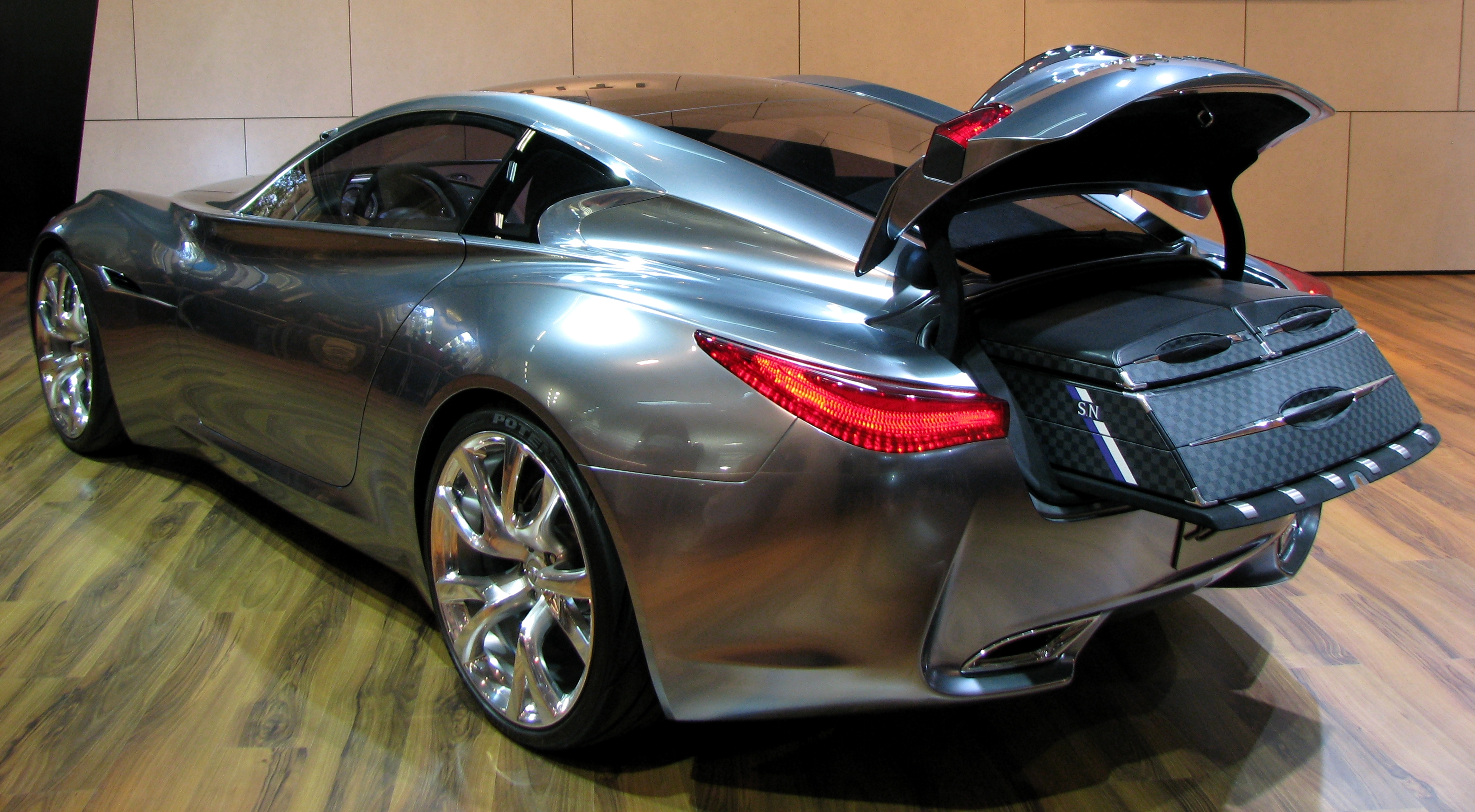
Dreiteiliges Louis Vuitton Kofferset im Kofferraum

Ein dreiteiliges Louis Vuitton-Kofferset passt in den Kofferraum, welcher den Boden automatisch ausfährt wenn der Kofferraum geöffnet wird um das Set verstauen zu können bzw. entnehmen zu können.
Der Infiniti Essence enthält auch Sicherheitsfeatures um seitliche und Heckkollisionen zu vermeiden- genannt Side Collision Prevention (SCP) und Back-up Collision Prevention (BCP). Hierbei erfassen Sensoren an den Seiten und hinten bei einer möglichen Kollision den Fahrer und lösen eine Bremsung aus, wenn dieser nicht reagiert.